# Matteo Palmieri
Matteo Palmieri (Firenze, 13 gennaio 1406 – Firenze, 1475) è stato un umanista e filosofo italiano.

## Biografia
Figlio di Marco, esercitò per alcuni anni l'arte paterna dello speziale, poi entrò nella vita pubblica e fu sempre di fede politica medicea: nel 1434 fece parte della Balìa che sancì il rientro in Firenze di Cosimo il Vecchio. Tutta legata ai Medici è anche la sua carriera politica, che lo vide ufficiale dello Studio e del Monte, priore (1445-1468), Gonfaloniere di Giustizia nel 1453, conservatore delle leggi, capitano in alcune terre del contado soggette a Firenze (dal 1432 alla morte) e varie volte ambasciatore.
Matteo Palmieri, avviato agli studi umanistici, era stato allievo di Giovanni Sozomeno da Pistoia, di Carlo Marsuppini e di Ambrogio Traversari; fu stimato da Marsilio Ficino; fu amico di Leonardo Bruni, di Poggio Bracciolini, di Niccolò Della Luna e di Leonardo Dati. Quest'ultimo scrisse un commento al poema palmieriano La città di vita, per difenderne le poco ortodosse concezioni, esposte in cento canti di faticose terzine, che risente l'influsso del neoplatonismo e contiene tesi origeniane.
Agli ideali che Palmieri ebbe in comune con i primi umanisti s'ispira il trattato della Vita civile, steso fra il 1431 e il 1438, incentrato sulla tematica del cittadino perfetto, che esalta l'importanza dell'educazione del cittadino e vagheggia una società fondata sulle virtù attive e l'operosità. Il dialogo, che s'immagina tenuto nel 1430, in una villa mugellana, si pone difatti a fianco dei I libri della famiglia albertiani, dotando il lettore, nei quattro libri, di un ricco bagaglio di precetti morali e pratici, ispirati al ben vivere.
Palmieri lasciò un notevole Libro di ricordi. Dopo la sua morte, la dottrina delle anime, da lui enunciata ne La città di vita, fu dichiarata eretica: di conseguenza le sue ossa vennero dissotterrate e sepolte fuori del sagrato.
In latino Matteo Palmieri scrisse Liber de temporibus, un compendio di storia, dalla Creazione di Adamo ai suoi tempi; Historia Florentina, De captivitate Pisarum liber, sull'assedio posto dai Fiorentini a Pisa nel 1406; un elogio funebre di Carlo Marsuppini e una biografia di Niccolò Acciaiuoli.
Francesco Botticini lo ritrasse in una tavola con l'Assunzione di Maria, oggi alla National Gallery di Londra, che si trovava nella sua cappella funeraria nella chiesa di San Pier Maggiore a Firenze, insieme alla sua vedova Niccolosa. Di lui resta anche un busto in marmo di Antonio Rossellino, oggi al Bargello di Firenze. Il busto si trovava sulla casa dove Palmieri morì, in via Pietrapiana, (allora via dei Pianellai), poco distante dalla Farmacia del Canto alle Rondini che egli stesso aveva gestito.